# جاك بيلينجيه
جاك بيلينجيه (بالفرنسية: Jacques Bellenger)‏ مواليد 25 ديسمبر 1927 في أميان، هو دراج فرنسي سابق. سبق أن شارك في دورة الألعاب الأولمبية الصيفية.

## روابط خارجية
- جاك بيلينجيه على موقع أرشيف الدراجات (الإنجليزية)
- جاك بيلينجيه على موقع أوليمبيديا (الإنجليزية)